# فاينل فانتسي: ذا سبيريتس ويذين
فاينل فانتسي: ذا سبيريتس ويذين (بالإنجليزية: Final Fantasy: The Spirits Within)‏ هو فيلم حركة تم إنتاجه في اليابان والولايات المتحدة وصدر في سنة 2001. الفيلم من إخراج هيرونوبو ساكاجوتشي من بطولة أليك بالدوين وجيمس وودز ودونالد سثرلاند وفينج راميز وستيف بوشيمي.

## الميزانية والإيرادات
بلغت تكلفة إنتاج الفيلم حوالي 137 مليون دولار بينما حقق إيرادات تقدر بـ 85.1 مليون دولار.

## وصلات خارجية
- فاينل فانتسي: ذا سبيريتس ويذين على موقع IMDb (الإنجليزية)
- فاينل فانتسي: ذا سبيريتس ويذين على موقع ميتاكريتيك (الإنجليزية)
- فاينل فانتسي: ذا سبيريتس ويذين على موقع روتن توميتوز (الإنجليزية)
- فاينل فانتسي: ذا سبيريتس ويذين على موقع نتفليكس (الإنجليزية)
- فاينل فانتسي: ذا سبيريتس ويذين على موقع قاعدة بيانات الأفلام العربية
- فاينل فانتسي: ذا سبيريتس ويذين على موقع ألو سيني (الفرنسية)
- فاينل فانتسي: ذا سبيريتس ويذين على موقع Turner Classic Movies (الإنجليزية)
- فاينل فانتسي: ذا سبيريتس ويذين على موقع أول موفي (الإنجليزية)
- فاينل فانتسي: ذا سبيريتس ويذين على موقع بوكس أوفيس موجو (الإنجليزية)
- فاينل فانتسي: ذا سبيريتس ويذين على موقع فيلمافينيتي (الإسبانية)